# Westliche Buschviper
Die Westliche Buschviper (Atheris chlorechis) ist eine Vipernart aus der Unterfamilie der Echten Vipern und zählt zur Gattung der Buschvipern (Atheris).

## Merkmale
Die Westliche Buschviper erreicht eine Gesamtlänge zwischen 50 und 70 cm. Der Körper ist leicht gedrungen. Der Schwanz ist in Anpassung an eine kletternde Lebensweise als Greifschwanz ausgebildet, jedoch relativ kurz. Der Kopf ist kurz, bei Aufsicht dreieckig geformt und deutlich vom schlanken Hals abgesetzt. Das Auge ist groß und besitzt eine bei Lichteinfall vertikal geschlitzte Pupille. Die Körperfärbung ist oberseits blassgrün und wird an den Körperseiten zum Schwanz hin dunkler. In einem Abstand von zwei bis drei Zentimetern können sich an den Flanken kleine, goldgelbe Flecken abzeichnen. Die Bauchseite ist gelblich bis grünlich gefärbt. Juvenile Tiere weisen gelb gefärbte Flanken und grüne Tupfen auf. Die Schuppen von Kopf und Körper sind verlängert und bewirken ein struppig wirkendes Aussehen. Der Giftapparat besteht aus seitlich des Schädels befindlichen Giftdrüsen (spezialisierte Speicheldrüsen) und im vorderen Oberkiefer befindlichen, beweglichen Fangzähnen (solenoglyphe Zahnstellung).
Die Pholidose (Beschuppung) zeigt folgende Merkmale:
- 9 bis 12 Oberlippenschilde (Supralabialia),
- 25 bis 36 Reihen stark gekielter Rumpfschuppen (Scuta dorsalia), verlängert, abstehend, mit apikalem Grübchen sowie in dorsaler Lage größer als an den Körperseiten,
- 154 bis 165 Bauchschilde (Scuta ventralia), glatt und abgerundet,
- 52 bis 62 Unterschwanzschilde (Scuta subcaudalia).

## Systematik
Die Erstbeschreibung von Atheris chlorechis erfolgte im Jahr 1852 durch den niederländischen Kolonialbeamten und Naturforscher Hendrik Severinus Pel unter der Bezeichnung Vipera chlorechis. Es handelt sich um die Typusart der Gattung Atheris Cope 1862. Es werden aktuell (Stand: 2018) keine Unterarten aufgeführt.

## Verbreitung

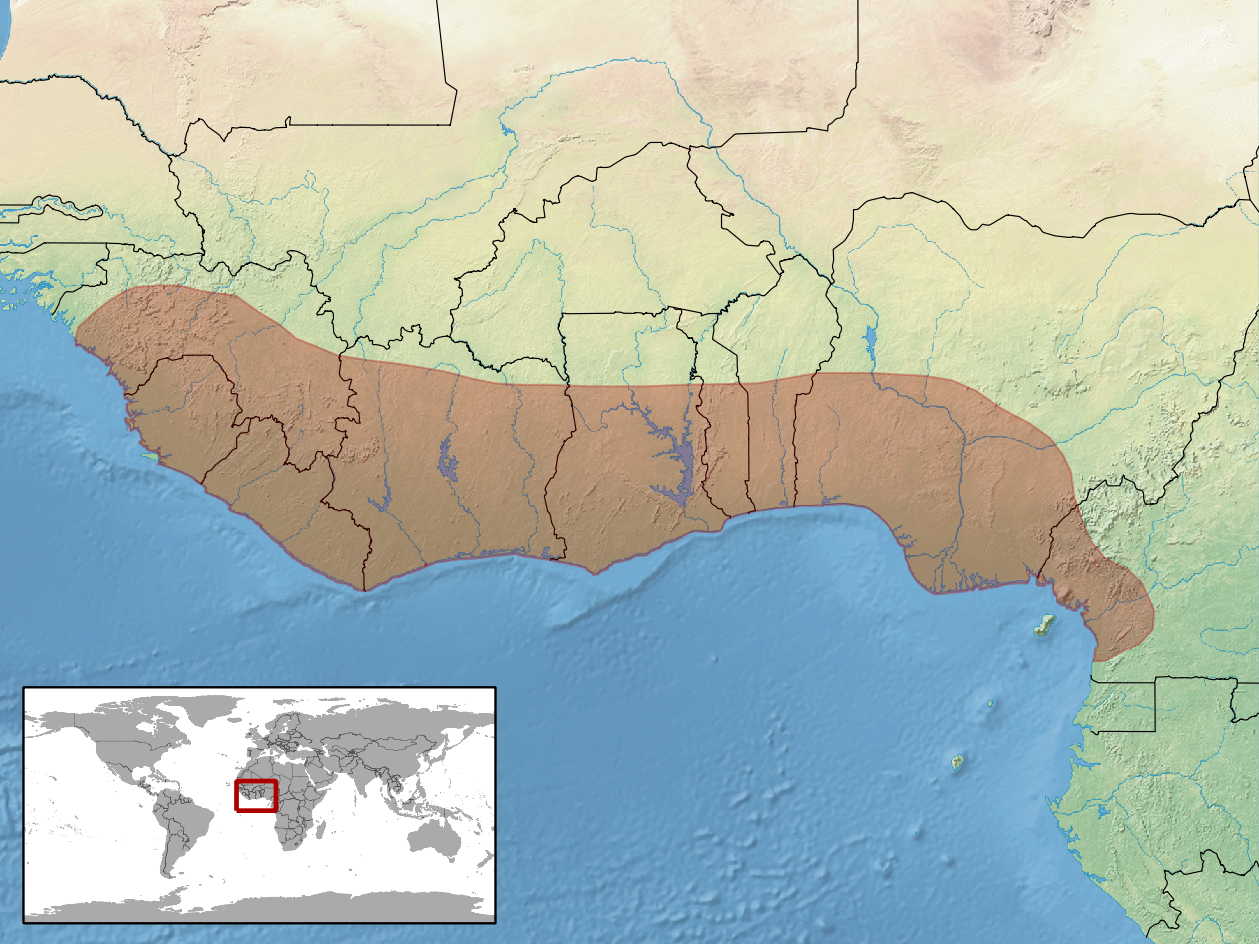
Verbreitungsgebiet von Atheris chlorechis in Westafrika

Das Verbreitungsgebiet umfasst in Subsahara-Afrika Areale in der Guinea, Sierra Leone, Liberia, Elfenbeinküste, Ghana, Togo, Nigeria und Kamerun. Der Lebensraum wird von tropischem Regenwald dargestellt. Funde wurden weiterhin an Waldrändern, Flussrändern sowie auf landwirtschaftlichen Flächen wie Bananenplantagen dokumentiert. Aus dem Nordosten Nigerias sind Populationen aus semiariden Gegenden bekannt.

## Lebensweise
Atheris chlorechis führt eine vorwiegend tagaktive und kletternde Lebensweise. Sie wird häufig zusammengerollt in Blattwerk und Geäst von Büschen, kleinen Bäumen und rankenden Pflanzen in wenigen Metern Höhe vorgefunden, wo sie als Ansitzjäger auf Beute lauert. Der Greifschwanz ist dabei oftmals in zwei oder drei Windungen um kleinere Äste gewickelt. Durch ihre Tarnfärbung ist sie nur schwierig aufzufinden. Zum Beutespektrum zählen kleine Säugetiere, Froschlurche, Vögel und kleine Echsen. Die Fortpflanzung erfolgt durch Ovoviviparie, also eilebendgebärend. Der Wurf der Jungtiere erfolgt zumeist in den Monaten März und April und umfasst sechs bis neun Jungschlangen. Diese messen bei der Geburt circa 13 bis 15,5 cm.
Gegenüber dem Menschen verhält sich die Art nicht aggressiv. Bissattacken erfolgen meist nur bei Provokation.

## Schlangengift
Das Giftsekret von Atheris chlorechis enthält Substanzen mit Einfluss auf die Hämostase (Prokoagulantien) und vermutlich Metalloproteasen. Bissunfälle verlaufen beim Menschen zumeist ohne schwere systemische Intoxikation. Lokale Beschwerden können Schmerzen und Schwellung sein. Seltene Komplikationen können auf Schädigung von Blutgefäßwänden und Aufbrauch von Gerinnungsfaktoren zurückzuführen sein und Verbrauchskoagulopathie und Hämorrhagien umfassen. Ferner können Schock und sekundäre Schädigung der Nieren nicht ausgeschlossen werden. Ein spezifisches Antivenin ist nicht verfügbar. Die Therapie eines Giftbisses erfolgt symptomatisch. Im Falle einer ausgeprägten Koagulopathie kann der Ersatz von Gerinnungsfaktoren indiziert sein.

## Etymologie
Das Artepitheton „chlorechis“ entstammt dem Griechischen „chloros“ (χλωρός) für „grün“ (bezogen auf die Körperfärbung) und „echis“ (ἔχις) für „Viper“. Die gelegentlich gebräuchliche Trivialbezeichnung „Grüne Buschviper“ verweist ebenfalls auf die Körperfärbung, kann jedoch zu Verwechslungen mit der ebenso bezeichneten Art Atheris squamigera führen.

## Gefährdung
Populationen von Atheris chlorechis können durch Wildtierhandel und Entwaldung der Regenwälder gefährdet sein, wobei der Einfluss auf die Schlangenart zurzeit (Stand: 2018) als nicht signifikant bewertet wird. Weiterhin sind zahlreiche Vorkommen in Gebieten bekannt, die unter Schutz stehen. Die IUCN führt die Art aufgrund eines großen Verbreitungsgebiets als nicht gefährdet („least concern“). Import und Haltung in Gefangenschaft erfolgen selten. Eine Nachzucht kann in Gefangenschaft erfolgen.